# Lill-Rismyrtjärnen
Lill-Rismyrtjärnen är en sjö i Arvidsjaurs kommun i Lappland och ingår i Åbyälvens huvudavrinningsområde.